# Gaspar da Gama
Gaspar da Gama (Poznan, Polônia, 1444 – Calecute ou Lisboa, c. 1510-1520) foi um comerciante de origem judaica que atuou como intérprete e prestou vários serviços aos portugueses nas Índias, onde foi encontrado por Vasco da Gama. Conhecido por falar várias línguas do Oriente e do Ocidente. Navegou com diversas esquadras portuguesas entre a Europa e as Índias, inclusive com a esquadra de Pedro Álvares Cabral que descobriu o Brasil. Foi certamente um dos primeiros europeus a desembarcar no Brasil  e a tentar comunicar-se com os índios tupiniquins.

## Biografia
O seu nome original é desconhecido. Aparece com o nome de Gaspar da Gama ou Gaspar das Índias nas crônicas e relatos dos descobrimentos portugueses escritos por Gaspar Correia, Fernão Lopes de Castanheda, Jerónimo Osório, Damião de Góis e Álvaro Velho no entanto era conhecido pelos indianos como Mahmet. Algumas fontes mais recentes o confundem com Gaspar de Lemos, navegador português que comandou um dos navios da frota que descobriu o Brasil. Outras fontes ainda o chamam de Gaspar d'Almeida face à sua amizade com Francisco de Almeida, 1.º vice-rei da Índia.
Existem várias versões sobre sua vida antes de encontrar Vasco da Gama nas Índias. Algumas destas versões tem como fonte o próprio Gaspar da Gama, mas ele possivelmente procurava esconder alguns fatos "perigosos" sobre o seu passado.
O cronista Gaspar Correia conta que, ao ser encontrado pelos portugueses, Gaspar da Gama era capitão-mor da esquadra de Adil Xá, o sultão de Bijapur, governador árabe de Goa, na Índia.
Damião de Góis afirma que Gaspar da Gama era judeu natural da cidade de Posna (Poznan) no reino da Polônia e que, nesta época, não falava espanhol, mas italiano, ou seja, a língua vêneta, idioma muito utilizado nos centros comerciais do Oriente que recebiam europeus.
João de Barros relata que o próprio Gaspar da Gama lhe contou que seus pais eram de Bosna (ou Posna, isto é, Poznan) na Polônia. Quando os judeus foram expulsos da cidade, seus pais emigraram para Jerusalém e depois para Alexandria, onde Gaspar da Gama nasceu.
Elias Lipiner estudou a documentação dos cronistas portugueses da época das grandes navegações e considerou a versão de João de Barros como a mais fiel aos fatos, sugerindo que Gaspar da Gama tenha nascido em Alexandria do Egito por volta de 1458. Seguindo rotas comerciais conhecidas pelos judeus da época, ele deve ter chegado muito jovem às Índias onde se estabeleceu como comerciante. Já o historiador Arnold Wiznitzer acha mais provável que ele tenha mesmo nascido em Granada como conta o cronista Gaspar Correia, que morou nas Índias e é quem mais apresenta detalhes sobre Gaspar da Gama. Uma outra versão diz que Gaspar da Gama nasceu perto do ano de 1440 na região da Bósnia (talvez por confusão com o nome de Poznan), que, ainda menino, migrou para a Alexandria e, por volta de 1470, mudou-se para as Índias.
Quando a primeira esquadra portuguesa a chegar às Índias aportou na ilha de Angediva, no Oceano Índico, a cerca de 20 quilômetros da costa de Goa, Gaspar da Gama, sem ser convidado, se apresentou na nau de Vasco da Gama e pediu alegremente permissão de ir num navio seu, para visitar Espanha sua terra . Era então um homem de mais de 50 anos, idade avançada para a época, com barbas brancas, bem mais alto e claro que os indianos da região. Conforme relatou o escrivão da frota portuguesa, Álvaro Velho, Gaspar da Gama disse que "trabalhava para um poderoso senhor dono de um exército com mais de 40 mil homens de cavalo, e que ao saber da chegada dos estrangeiros pediu ao patrão que fosse vê-los. Se não deixasse morreria de tristeza". Vasco da Gama fingiu acreditar e, discretamente, enviou alguns homens até a ilha de Angediva para obter informações sobre o visitante. Alguns comerciantes cristãos, considerados os mais confiáveis, contaram aos portugueses que Gaspar da Gama era um espião e que preparava um ataque de surpresa. Ao saber disto, Vasco da Gama mandou açoitar o visitante e interrogá-lo sob tortura. Depois de ter sido pingado, isto é, recebido gotas de óleo quente sobre a pele, Gaspar da Gama contou ser judeu de Granada convertido ao cristianismo, que tinha viajado para a Turquia e Meca e depois para as Índias, e que não havia qualquer plano de atacar os portugueses.  Depois de 12 dias de interrogatório  sob tortura, Vasco da Gama passou a confiar mais no prisioneiro. Deu-lhe um queijo e dois pães moles e Gaspar da Gama disse-lhe que, apesar de tudo, estava muito feliz em encontrar estes "francos".
Vasco da Gama manteve Gaspar da Gama como prisioneiro e o levou na viagem de volta para Portugal, talvez considerando que seus conhecimentos sobre o Oriente seriam úteis nas próximas expedições. Durante o longo retorno, Gaspar da Gama acabou tornando-se amigos dos portugueses e, especialmente de Vasco da Gama. Quando foi batizado no ano seguinte, Vasco da Gama foi seu padrinho e deu lhe o seu próprio sobrenome. O primeiro nome - Gaspar - provavelmente foi escolhido como referência às suas origens, pois é o nome de um dos três Reis Magos que vieram do Oriente para visitar Jesus.
O rei Manuel I de Portugal gostou de Gaspar da Gama e passou a chamá-lo frequentemente à corte para ouvir suas estórias sobre as terras e costumes do Oriente. Havia ainda a desconfiança de que Gaspar da Gama fosse um espião árabe, mas os portugueses reconheciam o seu valor, pois, além de ter comerciado em alguns de seus centros comerciais das Índias, também falava latim, árabe, italiano, castelhano, português e algumas línguas das Índias. Devido a isto, o rei Manuel I nomeou-o conselheiro e intérprete da próxima esquadra que foi para as Índias, comandada por Pedro Álvares Cabral.
Sempre com uma touca na cabeça e vestido com roupa branca de linho, Gaspar da Gama foi um dos personagens mais curiosos e exóticos da esquadra de Pedro Álvares Cabral. Apesar de não ser o único poliglota na esquadra que descobriu o Brasil, foi considerado o "língua da frota", o intérprete que traduziu as negociações comerciais entre portugueses e indianos, assim como os encontros do comandante Pedro Álvares Cabral com os rajás..
Arnold Wiznitzer e Elias Lipiner dizem que Gaspar da Gama foi o primeiro judeu a aportar no Brasil pois estava com Nicolau Coelho no primeiro bote que se aproximou das praias brasileiras e tentou se comunicar com os "índios" tupiniquins utilizando as línguas da Índias, árabe e hebraico. Outro intérprete da frota que tentou falar com os "índios" sem sucesso foi Gonzalo Madeira, de Tânger, talvez um cristão-novo judeu ou muçulmano.
Nas Índias, Gaspar da Gama cumpriu sua missão sem trair os portugueses em qualquer momento. Seus serviços de intérprete e conhecimentos de geopolítica e costumes das Índias foram importantes nos encontros comerciais de portugueses e indianos em Calecute e Cochim.
Retornou por sua própria vontade para Portugal com a esquadra de Pedro Álvares Cabral. Em 1501, esta esquadra que voltava das Índias encontrou-se em angra de Bezeguiche perto do actual Dakar, Senegal, com a expedição de Gaspar de Lemos incumbida pelo rei de Portugal de pela primeira vez explorar as terras recém-descobertas do Brasil.. As conversas que Gaspar da Gama e outros membros da expedição de Pedro Álvares Cabral tiveram com o florentino Américo Vespúcio que acompanhava a expedição de Gaspar de Lemos certamente consolidaram a ideia de que as terras descobertas por Cristóvão Colombo não eram o extremo das Índias, mas um novo continente.
Gaspar da Gama participou em 1502 de outra expedição para as Índias em uma outra esquadra comandada pelo seu padrinho Vasco da Gama. Retornou de novo às Índias em 1505 com Francisco d'Almeida. Durante estas viagens com os portugueses, aprendeu mais algumas línguas africanas.
Participou nas Índias em expedições dos portugueses que tentaram conquistar Ormuz em 1508 e Calecute em 1510, época em que alguns supõem que ele tenha morrido. Outros consideram que ele tenha regressado a Portugal onde morreu. Alguns dizem que sua morte ocorreu entre 1510 e 1515, ou até por cerca de 1520, com quase oitenta anos de idade.
A mudança dos nomes cristãos de Ilha de Vera Cruz e Terra de Santa Cruz para Brasil é atribuída por alguns a Gaspar da Gama e Fernão de Noronha, ambos de origem judaica. Entretanto, tal fato não têm base histórica e origina-se de fontes antissemitas. O que ocorreu foi a mudança do nome da nova terra descoberta devido ao intenso comércio de pau-brasil.